# Coney Island (Missouri)
Coney Island è un villaggio degli Stati Uniti d'America, situato nello Stato del Missouri, nella contea di Stone.